# Главный вокзал Цюриха
Главный вокзал Цюриха (нем. Zürich HB) — главный вокзал города Цюриха, Швейцария.

## Поезда
Из вокзала Цюриха ездит достаточно много поездов, из них едут по (и в):
- по Швейцарии (Винтертур, Цуг, Аарау, Шаффхаузен и другие)[3]
- в Германию (Штутгарт, Зинген, Гамбург и другие)[3]
- в Италию (Венеция)[4]
- в Австрию (Вена)[3]
- и также в Венгрию и другие страны[5]

## Пассажиропоток
В среднем 367 тыс. пассажиров пользуются Центральным вокзалом Цюриха по будним дням (по состоянию на 2022 год).

## Операторы
Deutsche Bahn, ÖBB, SBB, Treinitalia